# Nina Chuba
Ніна Катрін Кайзер (14 жовтня 1998, Ведель), відома як Nina Chuba — німецька співачка, авторка пісень, реперка та акторка. Здобула популярність у 2022 році з піснею Wildberry Lillet.

## Біографія

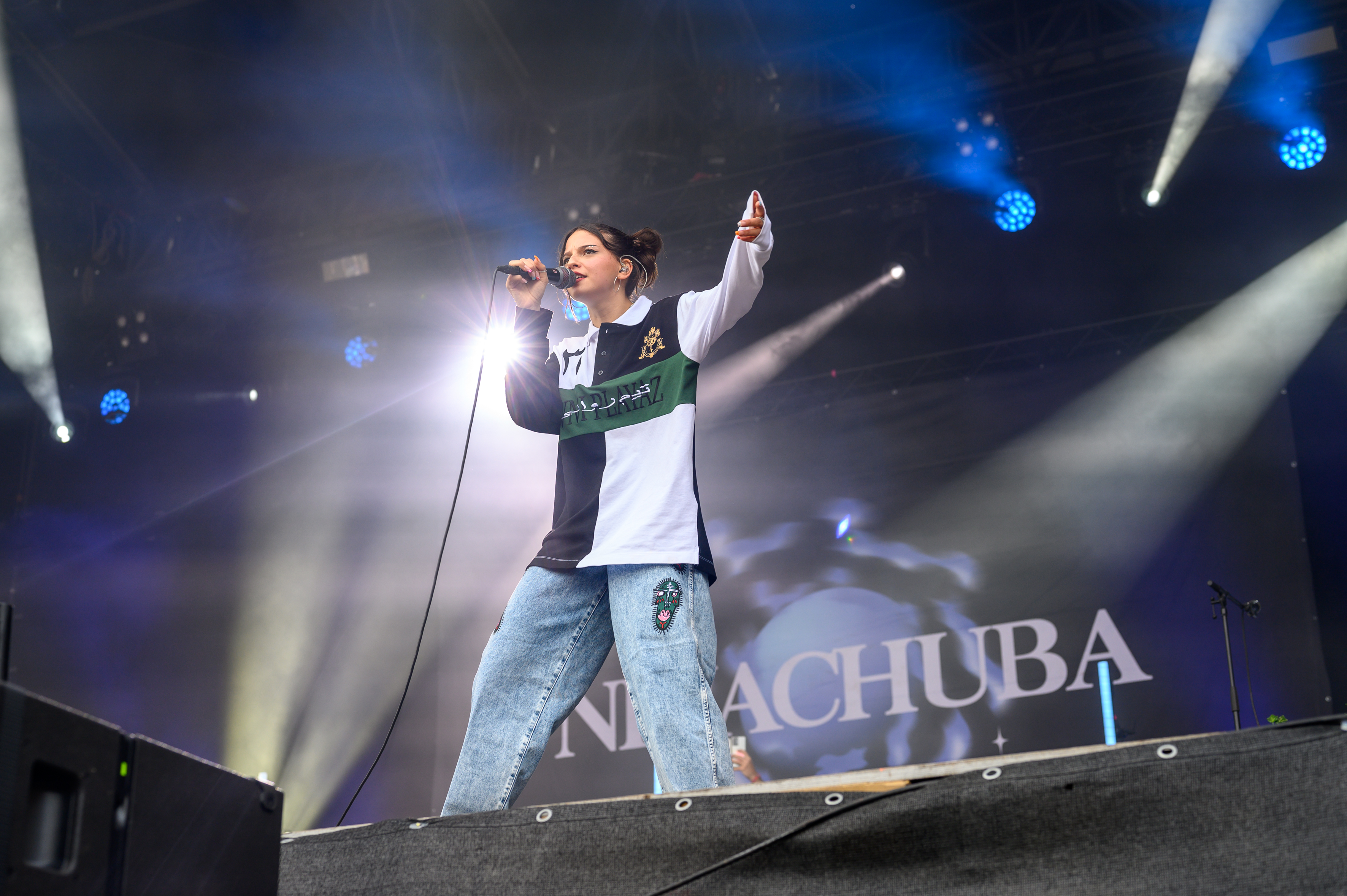
Nina Chuba на фестивалі Lollapalooza 2022 у Берліні

Ніна Кайзер народилася в 1998 році в Веделі поблизу Гамбурга. У дитинстві займалася художньою гімнастикою та грою на фортепіано. Вперше постала перед камерою у 7 років, зігравши Марі Крогманн у дитячому серіалі «Die Pfefferkörner». У титрах акторку було зазначено під іменем Ніна Флінн з міркувань конфіденційності.
У наступні роки вона знімалася в численних серіалах і фільмах: в серіалі Notruf Hafen Kante і в телевізійному фільмі Eine Hand wash up the other. Знялась у головних ролях в таких постановках, як Das Traumschiff — Hawaii та Letzte Spur Berlin.
З 2016 року Ніна Кайзер стала співачкою та авторкою пісень гурту BLIZZ, заснованого в музичній школі міста Ведель. У квітні 2018 року вона випустила свій перший EP під назвою Something New. Вона залишила гурт наприкінці 2018 року та наступного року переїхала до Берліна.
В Берліні Кайзер почала сольну кар'єру співачки та авторки пісень під сценічним псевдонімом Nina Chuba з піснею My Time. Її дебютний мініальбом Power вийшов у 2020 році. Наступного року вона випустила другий мініальбом Average. У жовтні 2021 року вийшла перша німецька пісня Neben mir. Після цього вона зосередилася на німецькомовних піснях. У липні 2022 року записала вокал для хаус-хіта Heavy Metal Love дуету діджеїв і продюсерів twocolors.
У серпні 2022 року випустила пісню Wildberry Lillet, з якою посіла перше місце в німецькому чарті синглів. У 2022 році виступала на фестивалях Deichbrand, Reeperbahn Festival і Lollapalooza.
У лютому 2023 року Ніна Кайзер випустила перший студійний альбом Glas. Сингли, випущені з 2021 року, Neben mir, Alles Gleich, Femminello, Tracksuit Velours, Wildberry Lillet, Ich hate dich, Glatteis, Fieber і Mangos mit Chili увійшли до альбому.

## Фільмографія

### Телебачення
- 2008—2009: Die Pfefferkörner (телесеріал, 28 серій)
- 2012: Eine Hand wäscht die andere
- 2015: Notruf Hafenkante — Stumme Angst (телесеріал)
- 2016: Dr. Klein — Überraschungen (телесеріал)
- 2018: Das Traumschiff — Hawaii (телесеріал)
- 2018: Letzte Spur Berlin — Todesspiel (телесеріал)
- 2019: Das Märchen von den zwölf Monaten
- 2019: Sechs auf einen Streich (телесеріал, 1 серія)
- 2020—2021: Діагноз від Бетті (телесеріал, 13 серій)
- 2023: Intimate.

### Фільми
- 2011: Arschkalt

## Дискографія

### Студійні альбоми
| Рік  | Деталі альбому   | Позиції в чартах    | Позиції в чартах | Позиції в чартах    | Дата виходу    |
| Рік  | Деталі альбому   | Deutsch Albumcharts | Austria Top 40   | Schweizer Hitparade | Дата виходу    |
| ---- | ---------------- | ------------------- | ---------------- | ------------------- | -------------- |
| 2023 | Glas Jive (Sony) | 1                   | 1                | 5                   | 24 лютого 2023 |

## Нагороди

### 1 Live Krone
- 2022: у категорії «Хіп-хоп/R&B пісня» (Wildberry Lillet)
- 2022: у номінації «Артист-новачок»

### Нагороди HipHop.de
- 2022: Кращий національний новачок